# Ворон (пьеса)
«Ворон» (итал. Il Corvo) — сказочная пьеса (фьяба) итальянского драматурга Карло Гоцци, впервые поставленная в Венеции в 1761 году.

## Сюжет
Принц Дженнаро, переодевшись купцом, обманом заманивает дочь царя Дамаска Армиллу на свой корабль. Он рассказывает девушке историю своего брата, короля Миллона. Однажды во время охоты король подстрелил чёрного ворона, и тот обагрил своей кровью мраморную гробницу, из-за чего Миллон был проклят: он должен найти красавицу, белую, как мрамор, алую, как кровь птицы, и чёрную, как вороново крыло, а иначе умрёт от тоски. С тех пор Миллон стал угасать на глазах, а Дженнаро отправился на поиски и после долгих скитаний нашёл Армиллу. Растроганная рассказом принцесса прощает похитителя и соглашается стать женой его брата.
В одной из гаваней командующий галерой венецианец Панталоне покупает коня и сокола, которых Дженнаро решает подарить брату. Позже принц узнаёт из беседы двух голубок, что сокол выклюет Миллону глаза, конь убьёт Миллона, когда тот попытается на него сесть, а в первую брачную ночь короля проглотит дракон. При этом, если Дженнаро не вручит подарки Миллону или расскажет ему об опасности, он превратится в мраморную статую. Появившийся из морской пучины чародей Норандо, отец Армиллы, подтверждает, что один из братьев будет наказан смертью за похищение принцессы.
В королевской гавани Миллон встречает Армиллу, и её красота излечивает его болезни. Дженнаро просит брата отложить свадьбу, но вызывает его недовольство, так как не может назвать причину. Вручив королю дары, Дженнаро тут же убивает сокола и подрезает передние ноги коня. Миллон решает, что его брат влюблён в Армиллу, потом начинает подозревать мятеж и приказывает арестовать Дженнаро, но тот скрывается. Ночью после свадьбы принц пробирается к покоям короля и убивает дракона, но тот испаряется после смертельного удара. Миллон, увидев брата с оружием, отправляет брата в темницу и приговаривает к смерти. В последней беседе с королём Дженнаро рассказывает ему о проклятии и тут же превращается в статую. Рыдающему Миллону является Норандо. Он говорит, что для оживления статуи Армилла должна умереть от принесённого им кинжала, та пронзает кинжалом свою грудь. Когда её кровь попадает на изваяние, Дженнаро оживает. Перед братьями снова появляется Норандо и рассказывает, что Армилла искупила убийство ворона и круг судьбы замкнулся. После этого чародей воскрешает дочь, герои обнимаются.

## Создание и оценки
«Ворон», написанный в 1761 году, стал второй фьябой Карло Гоцци после «Любви к трём апельсинам». Драматург обратился к этому жанру в ходе полемики с Карло Гольдони и Пьетро Кьяри, соединяя в первых фьябах элементы сказки, бытового реализма и буффонады. Сюжетный материал для «Ворона» он почерпнул из «Сказки сказок» Джамбаттисты Базиле. В отличие от первой фьябы, здесь намного меньше места для актёрской импровизации: это не сценарий, а полноценная пьеса, тяготеющая по жанру к трагикомедии и местами поднимающаяся до трагического пафоса.
«Ворон» имел огромный успех у первых зрителей, несмотря на сложный сюжет. Многие критики приписывали этот успех постановке, а не тексту. Пьеса легла в основу одноимённых опер А. Ромберга (1794) и И. П. Гартманна (1832), советского телеспектакля 1986 года.